# Fritz Wilke

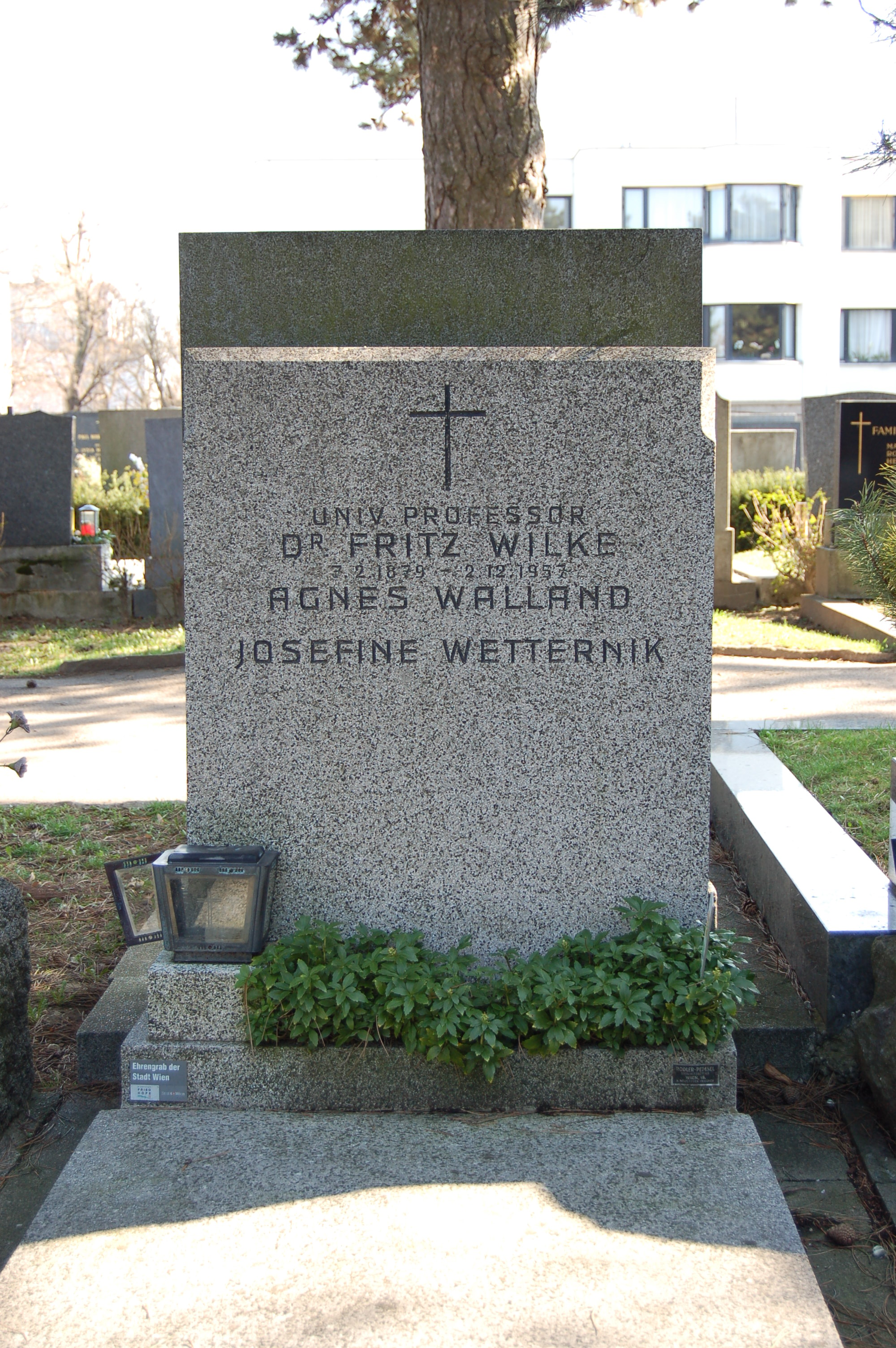
Grabmal auf dem Neustifter Friedhof

Fritz Wilke (* 7. Februar 1879 in Greifenberg in Pommern; † 2. Dezember 1957 in Wien) war ein deutscher Theologe und Hochschullehrer.

## Leben
Wilke studierte nach dem Erwerb der Abiturreife evangelische Theologie. 1898 wurde er Mitglied der Schwarzburgverbindung Tuiskonia Halle und 1899 der Schwarzburgverbindung Sedinia Greifswald. Nachdem er eine Dissertation im Fach Altes Testament vorgelegt hatte, wurde er zum Doktor der Theologie promoviert. Sein Spezialgebiet war neben dem Alten Testament die biblische Archäologie. Im Jahre 1910 wurde er zum Professor auf einen Lehrstuhl an der Universität Wien berufen.
Er trat dem katholisch-nationalen Deutschen Klub in den 1920er Jahren bei.
Nach dem Anschluss Österreichs beantragte Wilke am 9. Juni 1938 die Aufnahme in die NSDAP und wurde rückwirkend zum 1. Mai aufgenommen (Mitgliedsnummer 6.293.472), die Aufnahme wurde 1940 bewilligt. Seine Mitarbeit in der Ortsgruppe beschränkte sich auf einfache Tätigkeiten; als Theologe konnte er nicht „Politischer Leiter“ werden. 1939 erklärte er seine Mitarbeit am „Institut zur Erforschung und Beseitigung des jüdischen Einflusses auf das deutsche kirchliche Leben“. Nach der Befreiung vom Nationalsozialismus wurde Wilke in den Ruhestand versetzt, wirkte aber von 1949 bis 1954 als Honorarprofessor an „seiner“ Lehrkanzel in Wien. Er hatte ein Ehrendoktorat der Universität Rostock und trug den griechischen Phönixorden. Nach seinem Tode erhielt er von der Stadt Wien eine ihm ehrenhalber gewidmete bzw. ehrenhalber in Obhut genommene Grabstelle<n> im Friedhof „Neustift“.

## Schriften
- Die astralmythologische Weltanschauung und das Alte Testament. Runge, Gr. Lichterfelde-Berlin 1907
- Beiträge zur Kenntnis der Gattung Mesembrianthemum. Halle (Saale) 1913.
- Die politische Wirksamkeit der Propheten Israels. Dieterich, Leipzig 1913
- Zu Bismarcks 100. Geburtstag: Festrede …. Beigel, Bielietz 1915
- Ist der Krieg sittlich berechtigt?. Dieterich, Leipzig 1915
- Völkerleben und Landesgrenzen. J. Schmidt & Co., Friedrichroda 1917
- Totenehrung: Eine Gedenkrede geh. bei d. Trauerfeier für d. im Weltkriege gefallenen deutschen Studenten im Konzerthaus. Fromme, Wien 1920
- Der Sozialismus und das Christentum: Eine Skizze. Runge, Berlin-Lichterfelde 1920
- Die evangelisch-theologische Fakultät in Wien im Zusammenhang ihrer geschichtlichen Voraussetzungen: Festrede, geh. bei d. Hundertjahrfeier d. Fakultät im gr. Festsaale d. Univ. am 7. Juni 1921. Akademische Verlags- u. Versandbuchh. E. Haim, Wien / Breslau 1921
- Religion und Sozialismus: Festschr. zur hundertjähr. Jubelfeier d. ev.-theol. Fakultät in Wien. Hrsg. vom Professorenkollegium. E. Runge, Berlin-Lichterfelde 1921
- Die Hundertjahrfeier der evangelisch-theologischen Fakultät in Wien im Jahre 1921: Amtl. Festbericht. Akad. Verlags- u. Versandbuchh. E. Haim, Wien / Breslau 1923